# Hyundai Creta
El Hyundai Creta, Hyundai ix25 o Hyundai Cantus es un automóvil todocamino del segmento B, que el fabricante surcoreano Hyundai lanzó al mercado en el año 2014. Algunos de sus competidores son el Citroën C3 Picasso, el Chevrolet Tracker, el Nissan Kicks, el Honda HR-V y el Suzuki S-Cross. Sus hermanos mayores son el Hyundai Tucson y el Hyundai Santa Fe.

## Historia
El «Hyundai Creta 2024». Youtube. 2023. se basa en la plataforma de Hyundai-Kia que sostiene el alma de Kia, Hyundai Elantra y Cee'd (entre otros coches), y es similar a la Kia KX3. En la India, donde estaba previsto que salga a la venta el 21 de julio de 2015, será inscrito "Hyundai Creta" después de Creta. El nombre también pretende sugerir conexiones con "creativo". En la República Dominicana se conoce como Hyundai Cantus, porque en dicho país la palabra "creta" se usa para describir a los labios menores vaginales.
Es producido por Hyundai de Beijing, una empresa conjunta por el fabricante surcoreano Hyundai Motor Company y el grupo de China de Beijing a partir de 2014. Primero fue visto como un "concepto" velado minuciosamente en Auto China (Beijing), abril de 2014. El modelo de producción tuvo su premier en Chengdu (Chengdu), en agosto de 2014, y Salió a la venta en China dos meses más tarde.

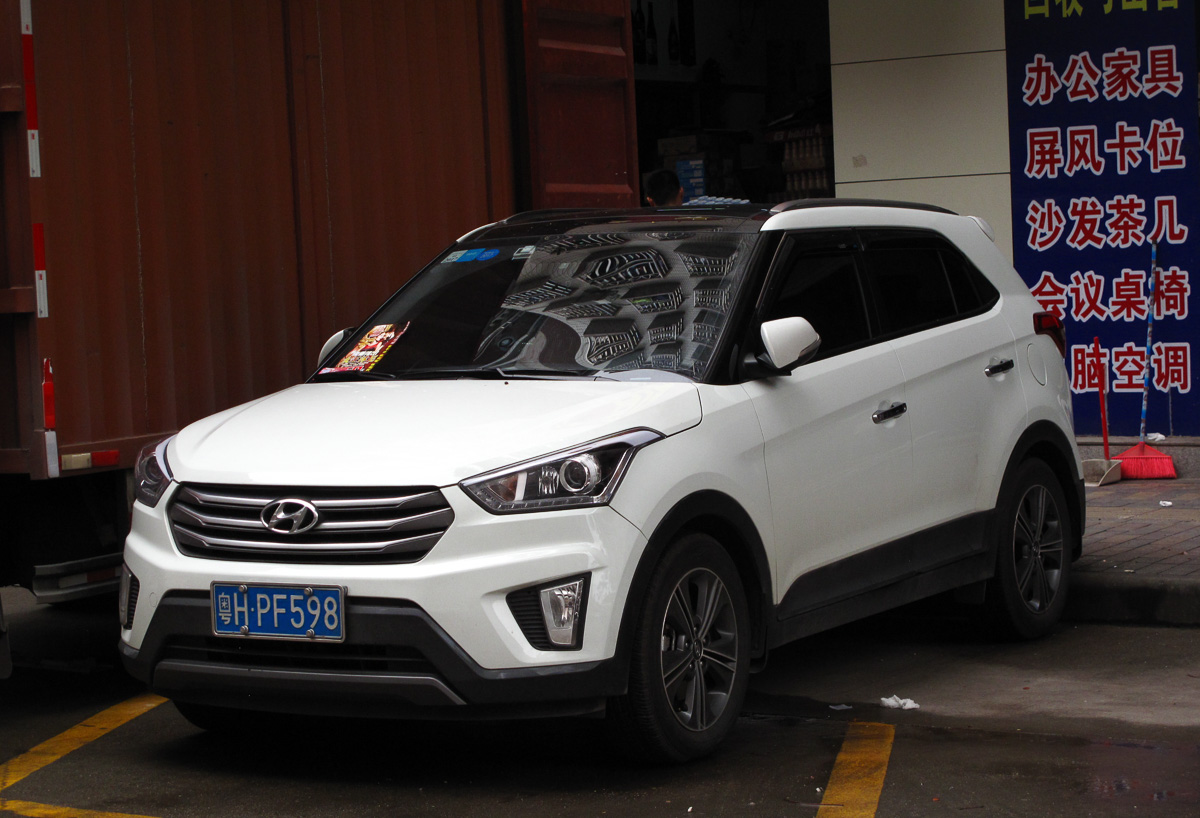
Primera generación

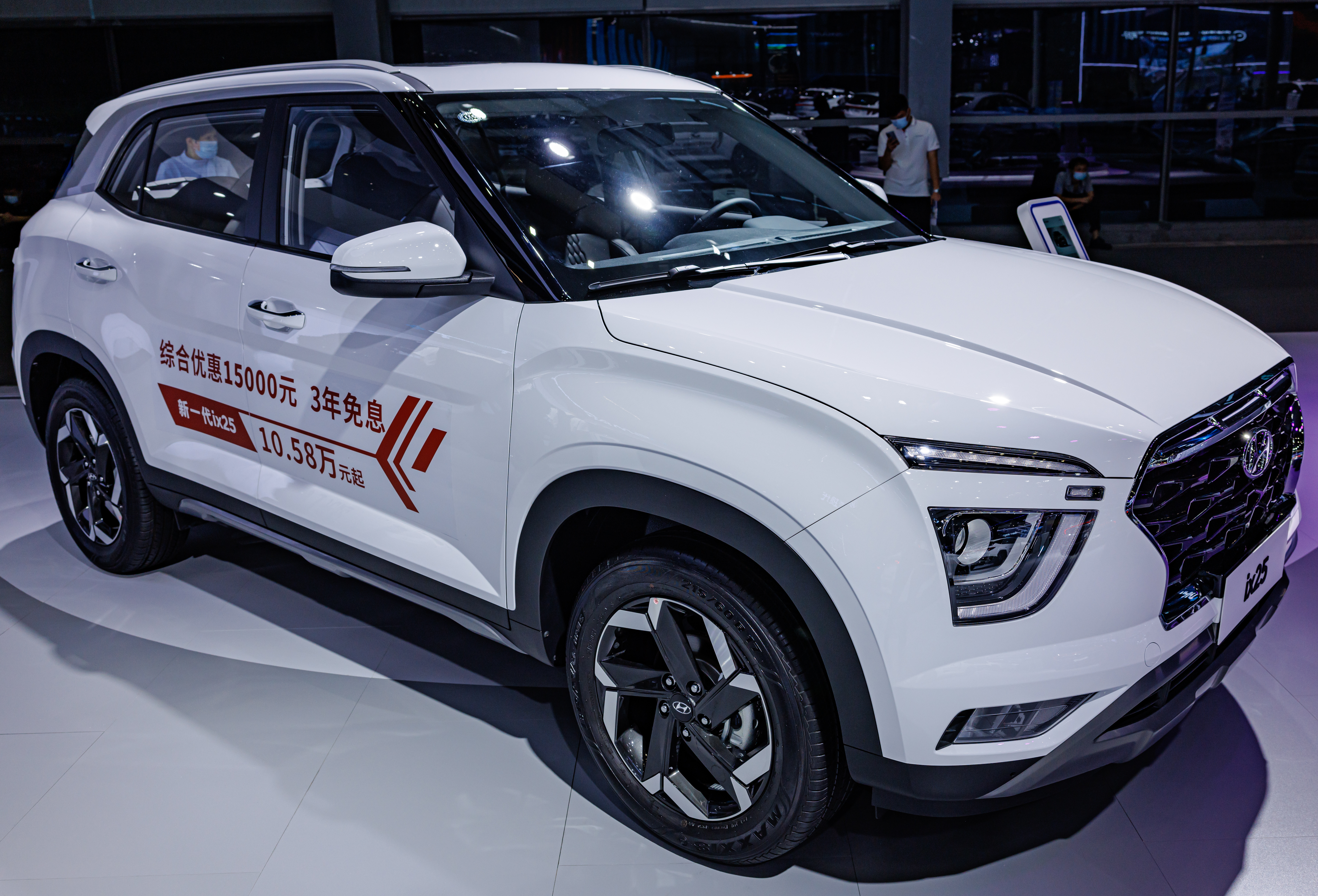
Generación Actual

## Motor
El Creta tiene un potente motor que viene en tres variantes. Cada uno de ellos está presente en diferentes modelos. 
- El motor de gasolina VTVT de 1.6 litros está disponible en los modelos Base, E + y SX +.
- El motor 1.4 CRDi está disponible en los modelos Base, S y S +.
- El motor 1.6 CRDi VGT está disponible en los modelos SX, SX + y SX (O).

El mercado chino y brasileño tiene dos motores de gasolina, de 1,6 o 2,0  litros. En la India, el coche está disponible con motores de gasolina y diesel de 1.4 y 1.6 litros. También en Brasil, ambos motores funcionan con ethanol. Con el fin de mejorar aún más la línea Creta, Hyundai ha introducido las variantes de doble tono Creta E + diesel y SX +. El Creta SX +, que ahora se ofrece con un doble tono rojo y negro o un blanco y negro opciones de color exterior. La variante de doble tono de SX + es accionada por una gasolina de 1.6 litros o un motor diésel pero, sin la caja de engranajes automática en la versión de la gasolina.

## Seguridad

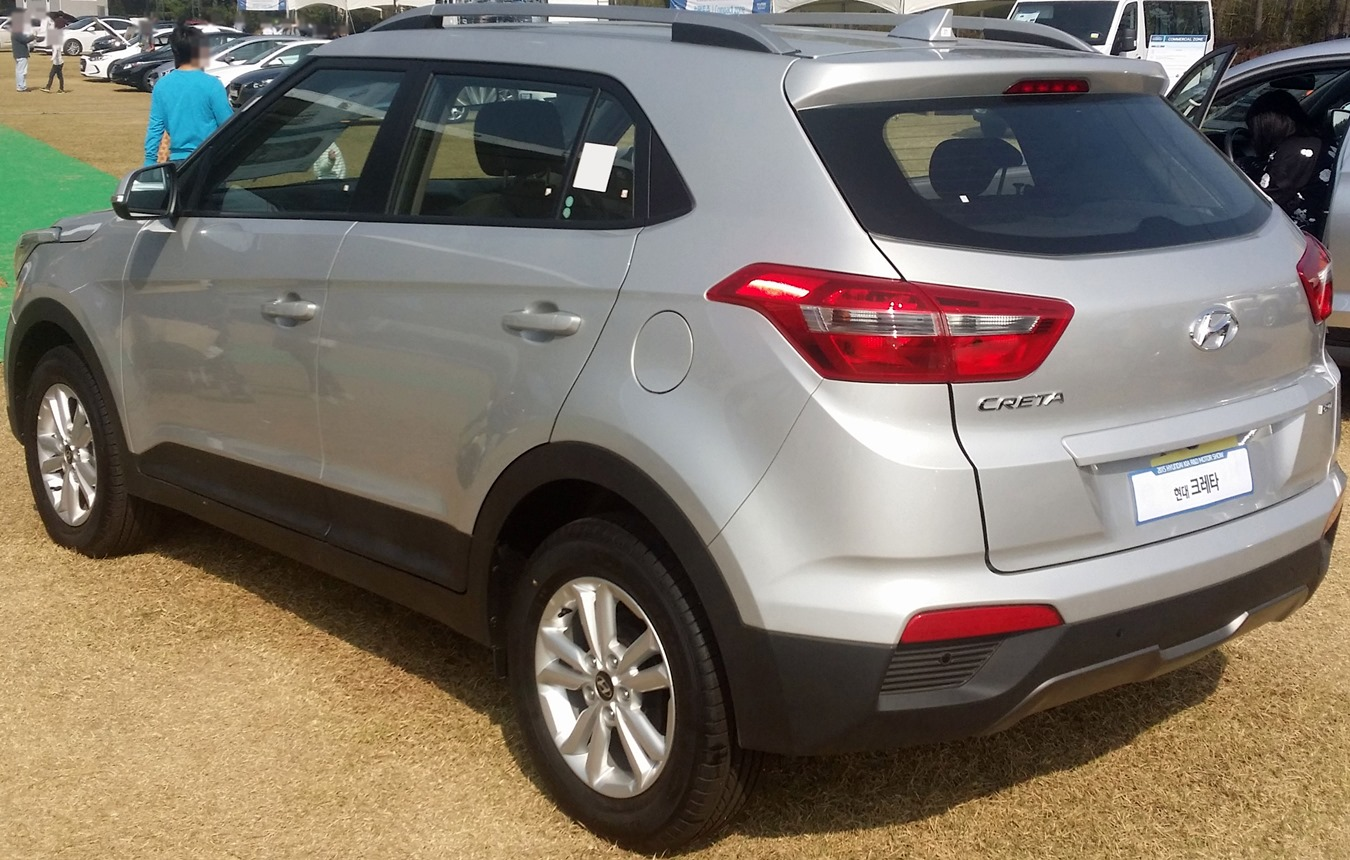
Hyundai Creta en el lado izquierdo en Corea del sur de primera generación

El Creta tiene características de la seguridad incluyendo la gerencia de la estabilidad del vehículo (VSM), el control electrónico de la estabilidad (ESC), Hillstart asisten el control (HAC), el sistema de ayuda del estacionamiento trasero, y el sistema de frenos antibloqueo. ]. La estructura del cuerpo de la colmena significa fuerza estructural. El sistema de seis airbags proporciona una protección total. Uno para el conductor, uno para los pasajeros delanteros, airbags de cortina delanteros y traseros que corren a lo largo de la cabina, además de airbags laterales delanteros. La función de control electrónico de estabilidad (ESC) del automóvil permite la cantidad correcta de fuerza de frenado en cada rueda para que el coche no pierda la dirección. El sistema antibloqueo de frenos (ABS) ayuda al coche a patinar sobre carreteras resbaladizas. Hillstart Control de Asistencia (HAC) previene la reversión durante un inicio de la colina. Esta característica detecta automáticamente una inclinación y golpea los frenos mientras que el conductor está a punto de acelerar. 

## Diseño

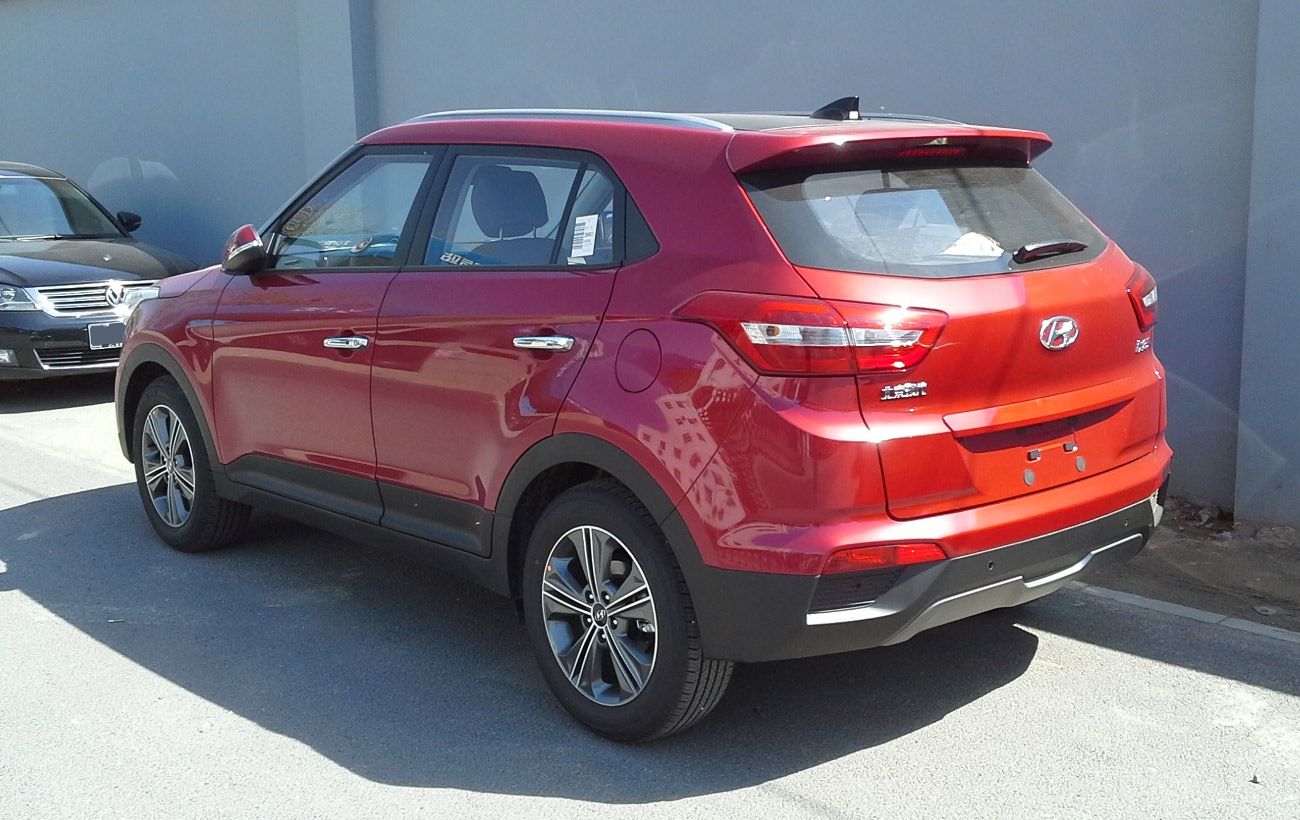
Hyundai Creta en el lado izquierdo de China de primera generación

El Creta está basado en el nuevo concepto Fluidic Sculpture 2.0 de la compañía. El concepto de fluido también se utilizó para el diseño de otros coches recientes de Hyundai, como el Fluidic Verna y el Elantra.

## Otras características
El sistema de asistencia de estacionamiento trasero permite estacionar en forma segura en espacios reducidos. El coche también está equipado con espejo retrovisor interior día / noche para una conducción nocturna eficiente. El sistema de audio es de alta tecnología y viene con 1 GB de memoria interna. El sistema de navegación video audio de la pantalla táctil también está presente. La entrada sin llave y los faros "Follow-me-home" se añaden al conjunto de funciones existente. También está disponible el control de temperatura totalmente automático con una barra de cambio de humor.

## Recepción
El SUV ha demostrado ser muy popular entre los clientes. A partir del 30 de noviembre de 2015, el vehículo ha registrado más de 70.000 reservas en la India y 15.770 en todo el mundo.